# Dignitas
Dignitas (llatí per dignitat) és una associació suïssa d'assistència al suïcidi (eutanàsia) que ajuda les persones amb malalties físiques i mentals incurables a morir en dignitat i sense dolor, amb l'ajut de metges i infermeres. Va ser fundada el 1998 per Ludwig Minelli, un advocat suís.
Dignitas ajuda les persones amb malalties incurables físiques com càncer o discapacitats greus, com ara tetraplegia a realitzar el seu suïcidi. A més a més, proporcionen assistència a persones amb malalties mentals incurables (per exemple depressions profundes incurables), sempre que estiguin en cabal seny i se sotmetin a un informe mèdic preparat per un psiquiatre que estableixi que el pacient reuneix les condiciones requerides pel Tribunal Suprem Federal de Suïssa.

## Les lleis
El 15 de maig del 2011, a un referèndum, 85% dels habitants del Cantó de Zuric van votar contra una eventual prohibició de l'assistència al suïcidi, o de limitar-la a persones que viuen al mínim un any al cantó. El 29 de juny del 2011, el Consell Federal de Suïssa va decidir abandonar qualsevol volició de legislar sobre el tema del suïcidi assistit a tot l'estat suís. Segons la ministre de justícia, Simonetta Sommaruga, el codi penal vigent i els reglaments sobre l'ús de medicaments i drogues són suficients per a procedir contra qualsevol abús, per exemple al cas d'un interés personal de la persona que assisteix al suïcidi. També el govern va decidir invertir per a millorar les cures pal·liatives i la prevenció del suïcidi.